# 戴員
戴 員（たい うん、? - 建安9年（204年））は、中国後漢末期の武将。

## 生涯
陳寿の『三国志』呉書、孫韶伝に事績が記載される。その本伝によると、呉郡太守の盛憲によって孝廉に推挙された。盛憲が孫権に殺害されると連座を恐れ、山中へと隠遁していたが、その弟の孫翊に礼をもって招かれると出仕し、郡丞に任じられた。しかし建安9年（204年）、孫翊が部下の辺洪によって殺害されると、このことについて戴員らの職務に問題があったとして、孫河から叱責を受ける。孫翊と親しい関係でもなかった孫河から叱責されたことで、孫権からはさらに強い責めを負わされることを恐れた戴員は、同僚の嬀覧と共に反乱を決意。孫河を殺害し、曹操配下の揚州刺史劉馥に内応の使者を送るが事が成る前に、孫翊の配下だった徐元らによって殺害された。
一方、孫韶伝の注に引く『呉歴』では、また違った経緯が記載されている。嬀覧と戴員はかねてから辺洪との交友について、孫翊から叱責を受けており、その殺害はこれを苦々しく思った戴員らが共謀して起こしたものだった。そして孫翊殺害を実行した辺洪に全ての罪を着せて処刑すると、嬀覧は孫翊の勢力を乗っ取り、その妻の徐氏までも我が物にしようとした。徐氏は表面上は従順な態度を取りつつ、密かに元孫翊配下の孫高・傅嬰に助力を依頼。孫翊の法事の後、徐氏によって招かれた場で嬀覧は孫高らによって謀殺され、時を同じくして戴員もまた謀殺された。嬀覧・戴員の首級は徐氏により、孫翊の墓前に供えられ、その一党は孫権によって一掃された。
羅貫中の小説『三国志演義』では第38回で登場。『呉歴』の記述がほぼそのまま採用され、やはり嬀覧・辺洪と共謀して孫翊を殺害するが、徐氏の策謀によって仇討ちが成される。